# Bill Everett

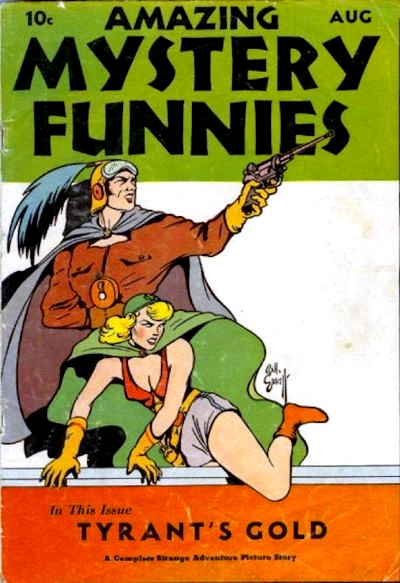
Capa de Bill Everettt para a revista Amazing Mystery Funnies #1 (1938)

William Blake Everett, mais conhecido como Bill Everett (Cambridge (Massachusetts), 18 de maio de 1917 — 27 de fevereiro de 1973), foi um cartunista estadunidense, famoso pela criação de "Namor", o príncipe submarino e Daredevil (Demolidor) para a Marvel Comics.
Depois de estudar em Boston, obteve um emprego no Lloyd Jacquet Comic Shop, onde ele começou a produzir histórias em quadrinhos sob os pseudônimos William Blake and Everett Blake. Escreveu o volume 2 do The Incredible Hulk (O incrível Hulk).